# Droga wojewódzka 942

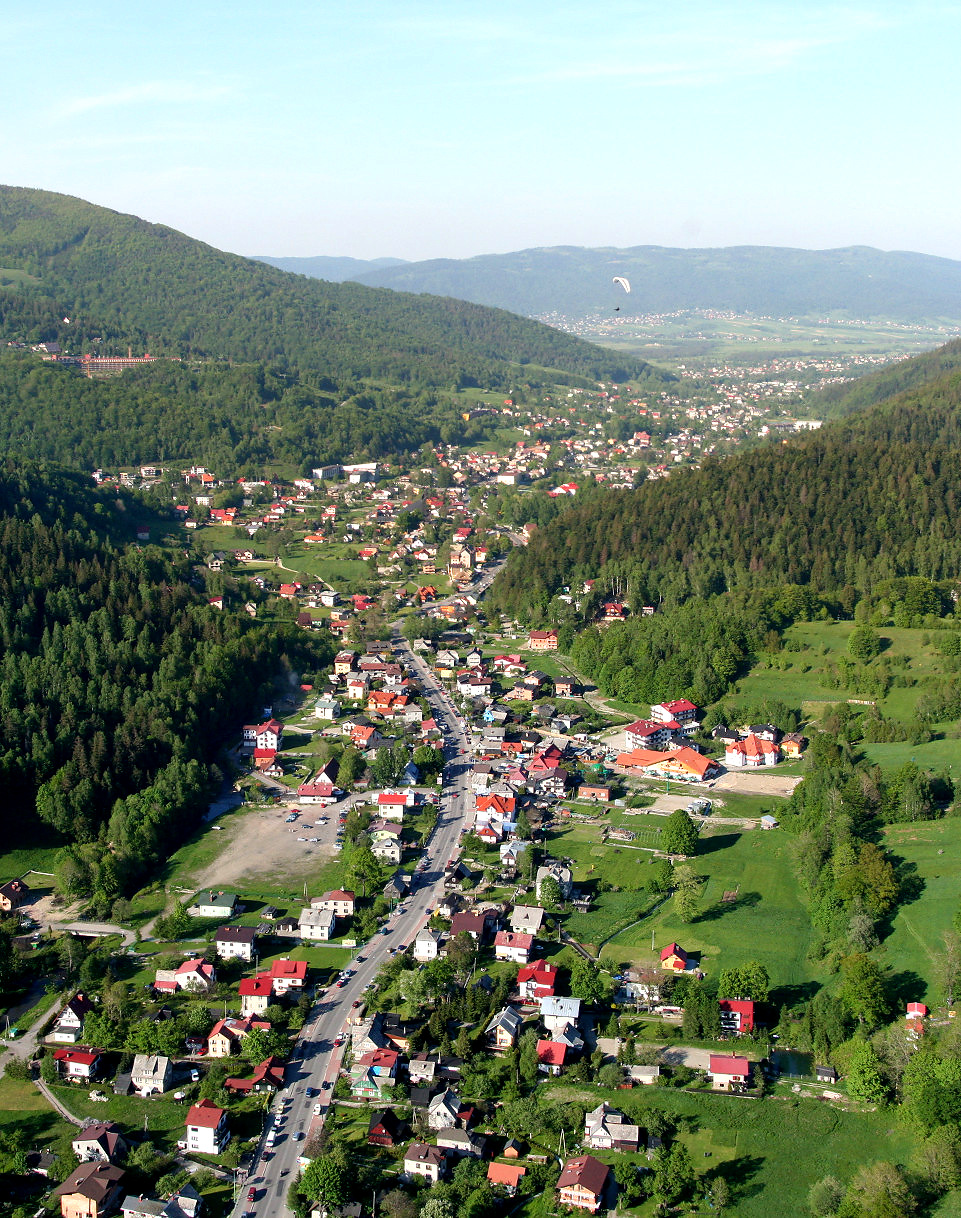
DW942 in Szczyrk

Die Droga wojewódzka 942 (DW 942) ist eine polnische Woiwodschaftsstraße, die durch die beiden Woiwodschaften Schlesien führt. Sie verläuft in West-Ost-Richtung und verbindet die Orte Wisła, Szczyrk, Buczkowice, Meszna, Bystra und Bielsko-Biała in den Kreisen Cieszyn und Bielsko miteinander. Sie führt entlang des Oberlaufs der Żylica in den Schlesischen Beskiden. Westlich vom Pass Przełęcz Salmopolska führt sie ins Tal der Weichsel. Sie ist die südliche Verlängerung der Schnellstraße S1 aus Katowice.
Außerdem ist die DW 942 ein Bindeglied zwischen der Schnellstraße S52 im Norden und der Woiwodschaftsstraße 941 im Süden. 
Entlang der DW 942 führt teilweise die Bahnstrecke Katowice–Zwardoń.
Die Gesamtlänge der DW 942 beträgt 41 Kilometer.

## Straßenverlauf
Woiwodschaft Schlesien:
- Wisła
- Szczyrk
- Buczkowice
- Meszna
- Bystra
- Bielsko-Biała